# Smerinthus astarte
Smerinthus astarte är en fjärilsart som beskrevs av John Kern Strecker 1884. Smerinthus astarte ingår i släktet Smerinthus och familjen svärmare. Inga underarter finns listade i Catalogue of Life.